# Jordan (Minnesota)
Jordan és una població dels Estats Units a l'estat de Minnesota. Segons el cens del 2000 tenia 3.833 habitants.

## Demografia
Segons el cens del 2000, Jordan tenia 3.833 habitants, 1.349 habitatges, i 980 famílies. La densitat de població era de 567 habitants per km².
Dels 1.349 habitatges en un 44,3% hi vivien nens de menys de 18 anys, en un 54,3% hi vivien parelles casades, en un 12,7% dones solteres, i en un 27,3% no eren unitats familiars. En el 22,4% dels habitatges hi vivien persones soles el 8,8% de les quals corresponia a persones de 65 anys o més que vivien soles. El nombre mitjà de persones vivint en cada habitatge era de 2,84 i el nombre mitjà de persones que vivien en cada família era de 3,31.
Per edats la població es repartia de la següent manera: un 33,5% tenia menys de 18 anys, un 9,6% entre 18 i 24, un 33,6% entre 25 i 44, un 15,8% de 45 a 60 i un 7,6% 65 anys o més.
L'edat mediana era de 29 anys. Per cada 100 dones de 18 o més anys hi havia 95,2 homes.
La renda mediana per habitatge era de 47.468 $ i la renda mediana per família de 53.363 $. Els homes tenien una renda mediana de 36.206 $ mentre que les dones 26.806 $. La renda per capita de la població era de 17.217 $. Entorn de l'1,9% de les famílies i el 4,1% de la població estaven per davall del llindar de pobresa.

## Poblacions més properes
El següent diagrama mostra les poblacions més properes.